# Wlewsk
Wlewsk – wieś w Polsce położona w województwie warmińsko-mazurskim, w powiecie działdowskim, w gminie Lidzbark. W latach 1975–1998 miejscowość administracyjnie należała do województwa ciechanowskiego.
Wlewsk leży obok drogi wojewódzkiej nr 544 biegnącej z Brodnicy, przez Lidzbark-Działdowo-Mławę do Ostrołęki. Przez wieś przebiega natomiast droga powiatowa Lidzbark-Nowe Miasto Lubawskie. W pobliżu przepływa rzeka Wel, od nazwy której, według niektórych autorów, Wlewsk wziął nazwę. Jest to jednak wątpliwe, bowiem obecna nazwa wsi używana jest od XIX wieku, wcześniej używano innych nazw: Lebiske (1408 rok), Loffsk, Lowisk (około 1415 roku), Wleskau, Vlesko, Vlewsk.

## Historia
Miejscowość istnieje już od czasów średniowiecza. Na podstawie zachowanych dokumentów wiadomo, że już w 1379 roku we wsi istniał kościół pod wezwaniem św. Bartłomieja. W tym czasie ziemie te należały do Zakonu Krzyżackiego. W 1408 roku wielki mistrz Ulrich von Jungingen pozbył się wsi, zamieniając się z właścicielem majątku ziemskiego w Gzinie Szlacheckim koło Unisławia. W tym czasie wieś obejmowała 80 włók. W akcie lokacyjnym wsi na uposażenie kościoła przeznaczono 3 włóki oraz dziesięcina z trzech wsi: Wlewsk, Klonowo i Młyniki. Z Wlewska pobierano 30 korcy żyta.
Kościół został zniszczony w czasie wojen polsko-krzyżackich oraz później w czasie wojen szwedzkich. W 1600 roku proboszczem był Jakub Ługowski, później ks. Wlewski. W 1690 zbudowano nowy kościół dzięki staraniom Pawła Chełstowskiego. Kościół ten spłonął w 1804 r. i nie został już odbudowany. W 1754 r. proboszczem był Józef Langer. Początkowo proboszcz mieszkał na plebanii, ale za czasów Chełstowskich i Sierakowskich proboszcze mieszkał we dworze. Być może po wojnach plebanii nie odbudowano.
W XVI i XVII wieku wieś podzielono na mniejsze części. Około roku 1670, we wsi było 9 posiadłości zamieszkałych przez drobną szlachtę, m.in. Arctowskich, Bojanowskich, Dębińskich, Trzcińskich i Zaleskich. Około roku 1690 majątki zostały wykupione i scalone przez Chełstowskich – właścicieli folwarku w Chełstach. W XVII wieku dobra we Wlewsku nabył kasztelan Sierakowski. Gdy kasztelan przeniósł się do Waplewa, proboszcz udał się razem z nim a kościołem we Wlewsku zarządzali proboszczowie z Boleszyna lub z Lidzbarka. W 1789 roku we wsi było 17 domów. Po kasztelanie Sierakowskim dobra ziemskie we Wlewsku przeszły w posiadanie Różyckich (do 1945). W XIX w. właścicielem wsi był Władysław Różycki (działacz polski w zaborze pruskim, poseł do parlamentu Rzeszy). Władysław Różycki zasłużył się wprowadzeniem racjonalnej hodowli bydła. W 1880 r. we wsi było 338 mieszkańców.
Do roku 1932 Wlewsk wchodził w skład powiatu brodnickiego
Po II wojnie światowej majątek ziemski został przejęty przez miejscowy PGR.

## Zabytki
Do czasów obecnych w miejscowości zachowało się kilka obiektów zabytkowych:
- budynek szkolny z 1875 roku,
- budynek gorzelni z 1876 roku,
- magazyn z początku XX wieku,
- neogotycka kaplica grobowa z 1863 roku.

Wszystkie te obiekty wpisane są do gminnej ewidencji zabytków.
Z dworu pozostał jedynie zaniedbany park z końca XIX wieku. Nie ma też śladu po przykościelnym cmentarzu.